# Planisfero di Reinel

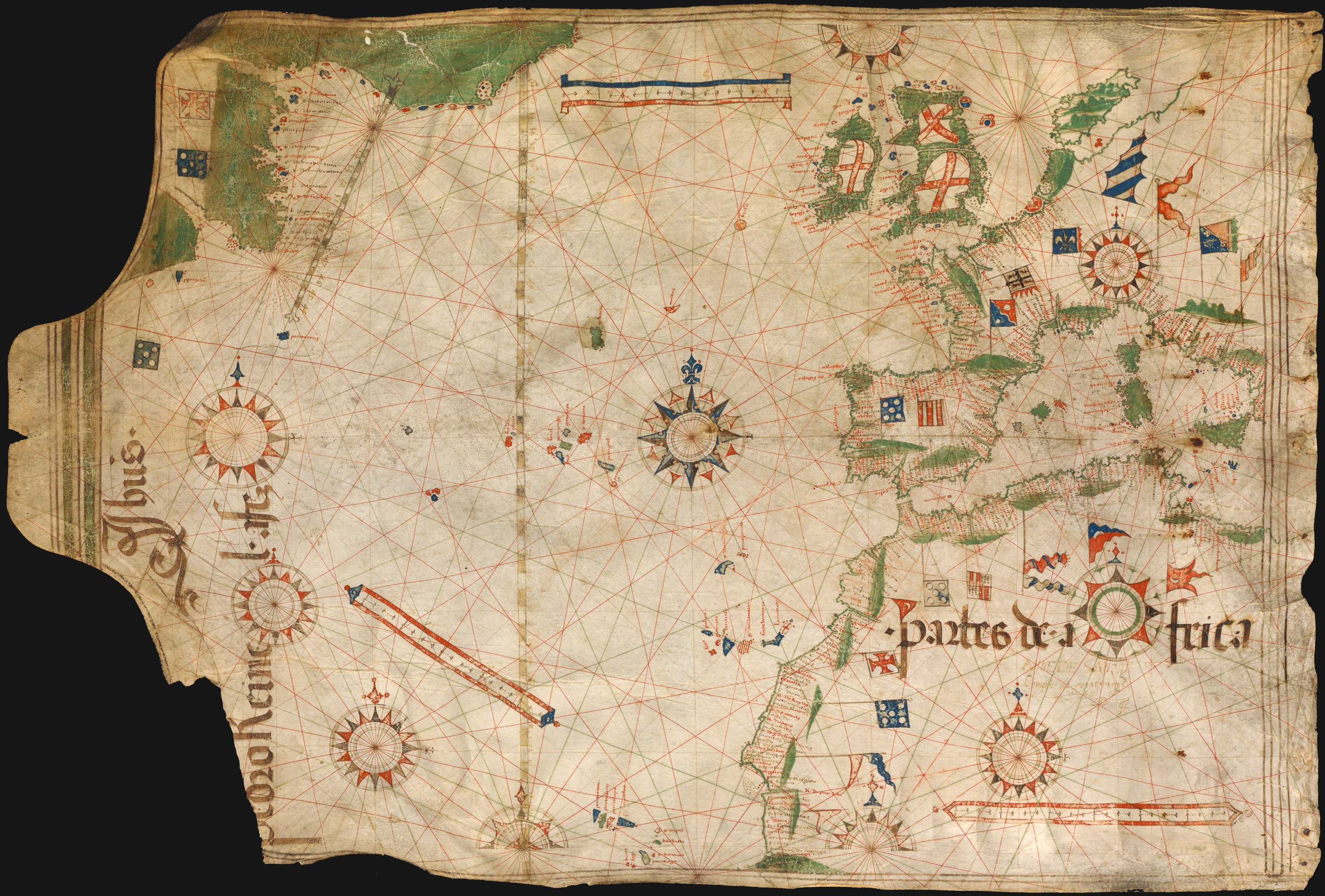
La carta di Pedro Reinel.

La carta di Pedro Reinel, nota anche con il nome di Kunstmann I, è stata disegnata dal navigatore portoghese Pedro Reinel nel 1504 o nel 1505; essa descrive la parte occidentale del mar Mediterraneo, l'oceano Atlantico e i territori limitrofi, compreso il Nuovo Mondo.

## Descrizione
La carta è un tipico portolano, con numerose rotte lossodromiche. Una grande rosa dei venti figura al centro dell'oceano Atlantico; è la prima che si conosca ad essere orientata verso il nord, pratica che si diffuse rapidamente da allora in poi. Essa è anche la prima carta conosciuta a presentare una scala di latitudine; in realtà ne ha due: una scala di latitudine secondaria, inscritta al largo di Terranova e orientata verso il nord geografico, indica una declinazione magnetica di 21 gradi ovest.

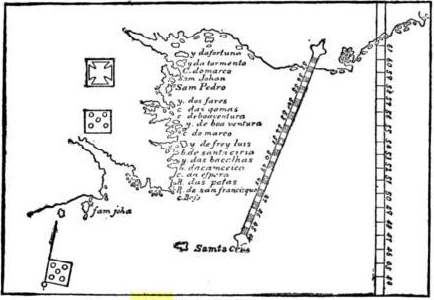
Riproduzione di un dettaglio raffigurante Terranova.

La carta mette in evidenza gli sforzi dei navigatori portoghesi per riconoscere la costa orientale di Terranova. Lo stretto di Belle Isle a nord di Terranova e lo stretto di Caboto a sud sono chiaramente indicati. Su essa compaiono numerosi toponimi utilizzati ancora oggi: Rio de San Francisque (capo St. Francis), C. da Espara (capo Spear), Isla do Bacalhas (isola Baccalieu). Il capo Bonavista non è raffigurato, ma lo è invece Sam Johã (Saint John's, scoperta da Giovanni Caboto), di fronte a un territorio non identificato che è sicuramente l'isola del Capo Bretone. Utilizzando la scala di latitudine secondaria, le latitudini del capo Spear e di Sam Johã sono date con notevole accuratezza.

## Storia
La carta fa parte della collezione Kunstmann (Atlas zur Entdeckungsgeschichte Amerikas, a cura di Friedrich Kunstmann, Karl von Spruner, Georg M. Thomas; collana Monumenta Saecularia dell'Accademia bavarese delle scienze, 28 marzo 1859, Monaco di Baviera) conservata presso la Bayerische Staatsbibliothek di Monaco.